# Æ

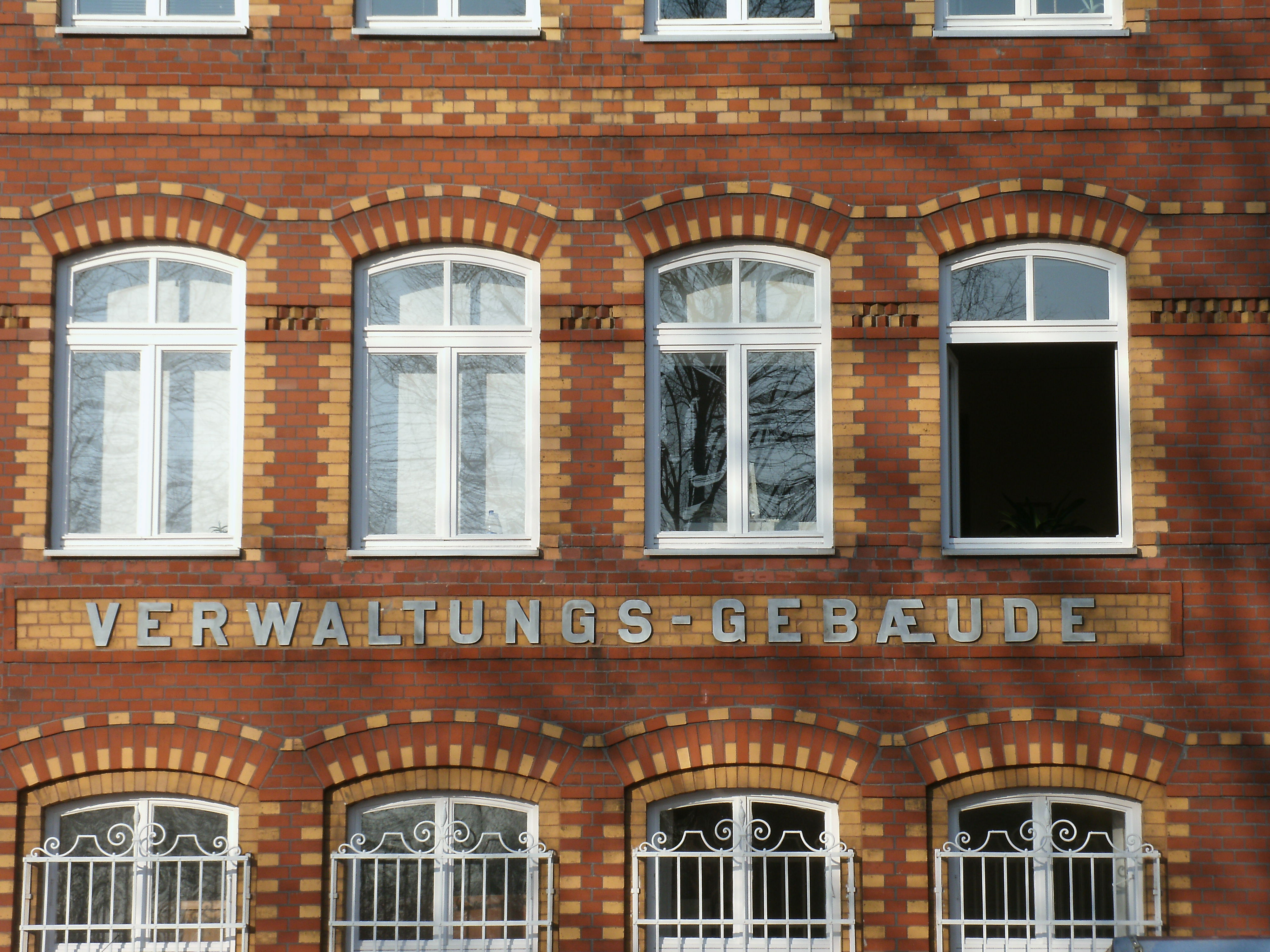
Schriftzug „VERWALTUNGS-GEBÆUDE“ am Schlacht- und Viehhof Augsburg (um 1900)

Der Buchstabe Æ, Kleinbuchstabe æ, ist ein Buchstabe des lateinischen Schriftsystems. Er entstand aus einer Ligatur aus A und E.

## Lautwert
Vom Lautwert her entspricht er in den meisten Sprachen, die ihn verwenden, dem deutschen Umlaut Ä, im Internationalen Phonetischen Alphabet (IPA) steht [⁠æ⁠] für den ungerundeten fast offenen Vorderzungenvokal. Typographisch gesehen wanderte aber in diesen lateinischen Alphabeten das E nicht über das A und wurde wie bei Ä zu zwei diakritischen Punkten stilisiert, sondern in Schreibrichtung neben das A.

## Verwendende Sprachen
Folgende Sprachen verwenden das Æ:
- Mittellatein: Im mittelalterlichen Latein wurde AE zu Æ zusammengefügt.
- Mittelhochdeutsch: Im Hochdeutsch des Mittelalters wurde das Æ zur Kennzeichnung eines langen Äs verwendet. Das kurze Ä hingegen wurde als Ä oder Aͤ geschrieben.
- Altenglisch: Das Altenglische hat die mittellateinische Form übernommen. Im modernen Englisch wird es nur noch selten in Wörtern wie encyclopædia (veraltend) verwendet.
- Dänisch: Vermutlich über das Altenglische wanderte diese Ligatur ins Dänische. Æ ist dort der 27. (drittletzte) Buchstabe im Alphabet, wenn man W hinzu rechnet. Æ! oder æh kann als Ausruf für Zögern (oder Ekel)  stehen, vergleiche Deutsch äh und bäh!. In den Dialekten von Thy und Südjütland ist Æ [ɛ] das Wort für ich (in anderen Dialekten Jütlands A, im Standarddänischen jeg [jai]). In den west- und südjütischen Dialekten ist æ [æ] der bestimmte Artikel, der in den östlicheren Dialekten hinter das zu bestimmende Hauptwort gesetzt wird.
- Färöisch: Im färöischen Alphabet ist Æ der 27. und vorletzte Buchstabe. Wenn das æ lang gesprochen wird, ist es der Diphthong [ɛa:], der aber in der färöischen Sprachwissenschaft (wie auch das á) zu den Monophthongen gezählt wird. Kurz wird es [a] ausgesprochen. Das æ hat in dieser Sprache somit die gleichen Eigenschaften wie der Buchstabe a, ist also gleichlautend. Beide werden durch das Phonem /æ/ repräsentiert.
- Französisch: Im französischen Alphabet entspricht das Æ (beim Buchstabieren « e-dans-l’a », also „e im a“ genannt) ungefähr dem É und wird meistens in Lehnwörtern aus dem Lateinischen verwendet. Beispiele dafür sind etwa: cæcum (Blinddarm), nævus (Nävus), ex æquo (gleichrangig), curriculum vitæ (Lebenslauf), et cætera (und so weiter). Man findet den Buchstaben auch in Eigennamen, die aus dem Altgriechischen transkribiert wurden, wie etwa Ægosthènes. Er kommt auch im Lied Lætitia von Serge Gainsbourg vor, in dem er den Namen der Angebeteten mehrfach buchstabiert (« elaeudanla téïtéïa »)
- Isländisch: Im isländischen Alphabet ist Æ der 31. und vorletzte Buchstabe. Anders als in den anderen nordgermanischen Sprachen signalisiert es den Diphthong [ai].
- Norwegisch: Das Æ repräsentiert einen Laut, der näher am deutschen A als Ä liegt. In nord- und mittelnorwegischen Dialekten steht Æ (wie in einigen dänischen Dialekten) auch für das Wort jeg (ich).
- Ossetisch: Als die ossetische Sprache zwischen 1923 und 1938 die lateinische Schrift benutzte, entsprach das Æ dem deutschen Ä-Laut. Nach der Umstellung auf das heutige ossetisch-kyrillische Alphabet existiert weiterhin ein identisch aussehender Buchstabe, der jedoch eine andere Unicode-Kodierung als das lateinische Æ besitzt.

## Buchstabieren
Laut DIN 5009 ist beim Buchstabieren der Buchstabe mit dem speziellen Ansagewort „Verbund“ gefolgt von den Ansagewörtern für „A“ und „E“ laut der verwendeten Buchstabiertafel anzusagen, also „Verbund Aachen Essen“ bzw. „Verbund Alfa Echo“.

## Darstellung auf Computersystemen
| System 1                              | System 1                              | Majuskel (Æ)                            | Minuskel (æ)                |
| ------------------------------------- | ------------------------------------- | --------------------------------------- | --------------------------- |
| Windows                               | CP850 (TUI)                           | Alt+146 2                               | Alt+145 2                   |
| Windows                               | CP1252 (GUI)                          | Alt+0198 2                              | Alt+0230 2                  |
| Apple Macintosh                       | Apple Macintosh                       | alt/⌥+⇧Shift+Ä                          | alt/⌥+Ä                     |
| Linux (mit neueren Versionen von X11) | Linux (mit neueren Versionen von X11) | Alt Gr+⇧Shift+A oder Compose, ⇧Shift+AE | Alt Gr+A oder Compose, A, E |
| Neo                                   | Neo                                   | Mod3+↹, ⇧Shift+AE 3                     | Mod3+↹, A, E 3              |
| OpenOffice.org-Varianten              | OpenOffice.org-Varianten              | —                                       | —                           |
| Microsoft Word                        | Tastenkombination                     | Strg+⇧Shift+&, ⇧Shift+A                 | Strg+⇧Shift+&, A            |
| Microsoft Word                        | Unicodeeingabe                        | C, 6, Alt+C                             | E, 6, Alt+C                 |
| Vim                                   | Digraph 4                             | Strg+K, ⇧Shift+AE                       | Strg+K, A, E                |
| Vim                                   | Unicodeeingabe                        | Strg+V, U, 0, 0, C, 6                   | Strg+V, U, 0, 0, E, 6       |
| TeX/LaTeX                             | Textmodus                             | \AE                                     | \ae                         |
| TeX/LaTeX                             | Mathem. Modus                         | —                                       | —                           |
| HTML-Entität                          | HTML-Entität                          | &AElig;                                 | &aelig;                     |
| XML/XHTML                             | dezimal                               | &#198;                                  | &#230;                      |
| XML/XHTML                             | hexadezimal                           | &#x00C6;                                | &#x00E6;                    |
| ISO 8859-1 (Latin-1) und Unicode      | ISO 8859-1 (Latin-1) und Unicode      | U+00C6                                  | U+00E6                      |